# Janolidae
De Janolidae zijn een familie van weekdieren uit de orde van de zeenaaktslakken (Nudibranchia).

## Geslachten
De volgende geslachten zijn bij de familie ingedeeld:
- Antiopella Hoyle, 1902
  - =  Antiopa Alder & Hancock, 1848
- Bonisa Gosliner, 1981
- Galeojanolus M. C. Miller, 1971
- Janolus Bergh, 1884
  - =  Janus Vérany, 1844